# A görcs (Így jártam anyátokkal)
A görcs az Így jártam anyátokkal című televízió-sorozat harmadik évadának tizedik epizódja. Eredetileg 2007. november 26-án vetítették, míg Magyarországon egy évvel később, 2008. december 16-án.
Ebben az epizódban a banda beiratkozik egy konditerembe, miközben Barney teljesen elveszti a magabiztosságát, mikor kiderül számára, hogy a nő, akivel elvesztette a szüzességét, korántsem volt úgy lenyűgözve, mint gondolta.

## Cselekmény
Miután úgy vélik, rájuk fér egy kis sportosság, a banda tagjai beiratkoznak abba a konditerembe, ahová Barney is jár. Barney megdöbben, amikor felfedezi, hogy a koktélbárban Sonda (az eredeti angol nyelvű változatban Rhonda) szolgál fel, aki az a nő volt, akivel elvesztette a szüzességét. Visszaemlékezésben láthatjuk, ahogy Barney, akit éppen dobott Shannon, vigasztalhatatlan a szakítás miatt, de a bátyja, James (aki ekkor még "nem meleg", annak ellenére sem, hogy a gesztusai ezt nyilvánvalóvá teszik) leszervez egy randit Sondával, a "Pasiavatóval", aki az anyjuk barátnője. Barney számára meghatározó élmény volt, mert Sonda szerint ő volt élete legjobb szexpartnere, és magabiztosságát ebből az élményből meríti. Csakhogy még aznap megtudja Sondától, hogy egyáltalán nem volt olyan jó az ágyban, csak James kérésére mondta ezt neki (aki kénytelen volt ezért szintén lefeküdni vele), és igazából még a nevére sem emlékszik.
Barney ezen ledöbben, és elhatározza, hogy bebizonyítja, hogy igenis jó. Marshall és Ted kíséretében elmennek egy Victoria's Secret divatbemutató afterpartijára, ahol azonban szokásos csajozós szövegei helyett csak bénázik és összevissza beszél. Rádöbben, hogy utolérte a James által emlegetett "görcs": annyit agyalt azon, hogy milyen jónak kell lennie, hogy begörcsölt, és most már képtelen erre. A váratlanul felbukkanó Heidi Klum győzi meg arról, hogy menjen vissza Sondához, és rendezze vele a dolgokat, mert csak így lehet a régi. Sonda elsőre visszautasítja, mert állítása szerint már nem olyan, mint régen volt, de Ted meggyőzi, hogy legalább kártyázni átmehessen hozzá. Erre azonban gyorsan ráunnak, szexelnek, ami Sondának ezúttal tényleg fantasztikus élmény volt, Barney viszont csak unottan ásít, láthatóan visszanyerve önbizalmát.
Eközben Marshall a kínok kínját állja át a konditeremben. Személyi edzője egy kedves lánynak tűnik, valójában azonban durva és kegyetlen, és több száz fekvőtámaszt csináltat vele. Lily edzője a hajlékonyságra megy rá, hamarosan azonban kiderül, hogy semmi köze a konditeremhez. Robin élvezi a kondizást, mert a nőies imidzset elhagyhatja, izzadtan és lazán öltözve sportolhatja ki magát. Mindeközben Tedről kiderül, hogy végig ellógta az összes alkalmat mindenféle kifogásokkal, ezért büntetésből megkapja Marshall személyi edzőjét.
Bár szerintük életük legjobb döntése volt, hogy lejárnak, Jövőbeli Ted elmeséli a gyerekeinek, hogy egy hét után soha többé nem mentek vissza a konditerembe.

## Kontinuitás
- Miközben a "görcstől" szenved, Barney nincs kiöltözve.
- Barney először használja a "Csak.... Oké?" frázisát.
- "A közös este" című epizódban láthattuk először Barneyt abban az időben, amikor még Shannonnal járt, és egy hosszú hajú hippi volt. Érdekesség, hogy az itt láthatóak szerint nem vágatta le azonnal a haját, pedig korábban ezt láthattuk.
- Barney úgy emlegette Jamest, mint aki szerinte a legtöbbet tudta a nőkről – mielőtt még meleg lett volna. A "Szingliszellem" című epizódban Barney meg is említette, hogy öccsének volt egy "heteró korszaka".
- Barney először az "Először New Yorkban" című részben mesélt Sondáról, aki eltévesztette a nevét, és mentolos cigarettát szívott.
- Barney a "Jogi praktikák" című részben kerül hasonló helyzetbe, amikor egy idősebb nő kritizálja a szexuális teljesítményét.

## Jövőbeli utalások
- Barney megemlíti Sondának, hogy Madeline Albright is megvolt neki. Erre utalnak a "Selejtező", az "Előnyök", és a "Szünet ki" című részekben is. Utóbbiban kiderül, hogy akkor, amikor még nem volt külügyminiszter, illetve ebben a részben utal másvalakire is, aki akkor még szintén nem volt külügyminiszter, aki lehetett Condoleeza Rice, vagy Hillary Clinton.
- A konditerem egyszer még felbukkan a "Jó helyen, jó időben" című részben.
- A jelenetben, amelyikben Barney és James beszélgetnek, az asztalon látható egy pohár Stinson Másnaposság Elleni Gyógyír Elixír, mely a "Feltámadás" című részben szerepel.

## Érdekességek
- Sonda ebben a részben Pattynek nevezi Barney anyját. A későbbi részekből azonban kiderül, hogy a valódi neve Loretta.
- Mikor Ted, Barney és Marshall megérkeznek a Victoria's Secret partira, meglátják Adriana Limát és elindulnak felé. Amikor odaérnek, Marshall váratlanul eltűnik, és utána már nem is szerepel az egész jelenetben.

## Vendégszereplők
- Wayne Brady – James Stinson
- Stephanie Faracy – Sonda French
- Meredith Roberts – Trish
- Heidi Klum
- Marisa Miller
- Alessandra Ambrosio
- Selita Ebanks
- Adriana Lima
- Miranda Kerr
- Michael 'Mick' Harrity – Max
- Annie Ilonzeh – Becky
- Tanner Maguire – fiatalabb Barney
- Katie Walder – Shannon
- Mark Derwin – Greg